# Nucella canaliculata
Espèce
Nucella canaliculata est une espèce de mollusques gastéropodes marins appartenant à la famille des Muricidae.
- Répartition : de la Californie à l’Alaska.
- Longueur : 5 cm.

## Source
- (en) Gastropods.com